# Niko Wöhlk

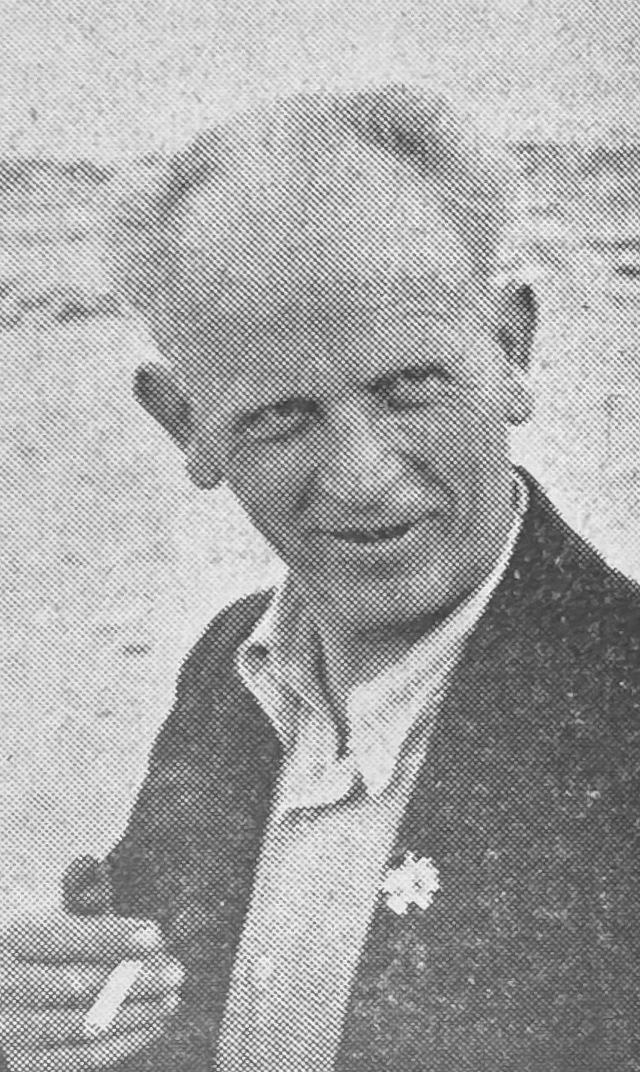
Niko Wöhlk, um 1940

Nikolaus Wöhlk, genannt Niko (* 2. Mai 1887 in Schleswig; † 23. Mai 1950 in Apenrade), war ein norddeutscher Maler und Lebenskünstler.

## Leben

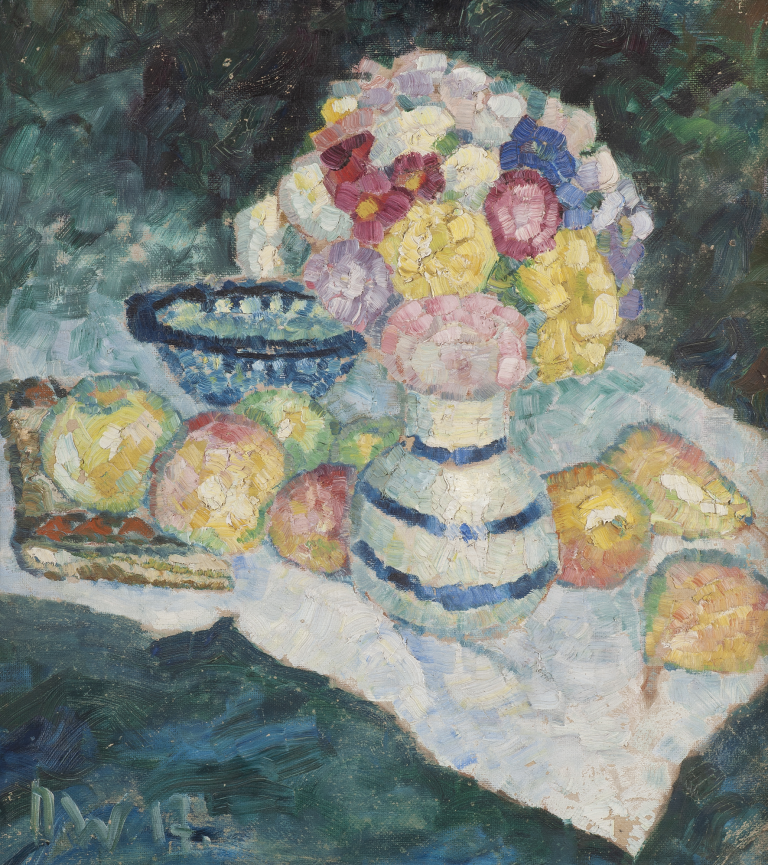
Blumenstillleben mit Früchten (1917); Öl auf Karton

Niko Wöhlk wuchs als Sohn des stadtbekannten Bäckermeisters Josias Wöhlk in Schleswig auf. Nach der Schleswiger Realschule ging er 1905 nach Erlangung der Obersekundareife an die Hamburger Handwerker- und Kunstgewerbeschule. Zu seinen Lehrern gehörten die dem Wiener Jugendstil zuzuordnenden Richard Luksch und Carl Otto Czeschka sowie der Buchkünstler Franz Weiße. 1910/11 studierte er in München und 1911/12 im Lehrsaal des Hamburger Malers Arthur Siebelist. Als weitere Studienorte geben Thieme-Becker Berlin und Düsseldorf an.
1914 meldete er sich freiwillig zum Kriegsdienst im Ersten Weltkrieg, wurde jedoch wegen eines Herzfehlers 1916 entlassen. Ab 1919 arbeitete er im zu dieser Zeit noch deutschen Apenrade (Nordschleswig, durch Volksabstimmung 1920 zu Sønderjylland, Dänemark) als Zeichenlehrer. 1926 baute er sich in Apenrade ein Künstlerhaus. Er prägte die Apenrader Wandervogelbewegung, die sich als Reformbewegung wandernd und singend wieder der Natur zuwendete. Seine körperbetonte Naturverbundenheit entsprang zu einem großen Teil spätromantischen Vorstellungen.
Nach dem Ende des Zweiten Weltkrieges wurde Niko Wöhlk verhaftet und zunächst ins Internierungslager Faarhus gebracht, später wegen seiner deutschen Staatsangehörigkeit in das Lager Skrydstrup, wo man diejenigen sammelte, die aus Dänemark ausgewiesen werden sollten. Im Januar 1948 wurde sein Haus enteignet und an die Stadt Apenrade verkauft. Wöhlk erhielt dann jedoch die Erlaubnis, in Dänemark zu bleiben. Er kam bei Freunden unter, bis er im Oktober 1949 wieder als Mieter in sein einstiges Haus zurückkehren durfte. Er starb etwas mehr als ein halbes Jahr später in diesem Haus an Herzversagen.
Seine Malerei in den 1920er Jahren erinnert an den Expressionismus Emil Noldes.
1937 musste er entsetzt feststellen, dass eines seiner Aquarelle von den Nationalsozialisten in der Münchener Ausstellung als Entartete Kunst diffamiert wurde. Insgesamt wurden elf seiner Werke aus der Hamburger Kunsthalle und der Kunsthalle zu Kiel im Rahmen der Aktion Entartete Kunst beschlagnahmt.
Ihn verband eine lebenslange Freundschaft zu seinem Malerkollegen Hans Holtorf (1899–1984), der sich ebenso wie Erwin Hinrichs (1904–1962) als Wöhlks Schüler bezeichnete.

## Schriften
- Hans Holtorf (Hrsg.): Lobe Gott und male: Briefe des Nikolaus Wöhlk: mit 16 Bild-Wiedergaben. Westphal, Wolfshagen-Scharbeutz 1955.